# Energy Star
Energy Star — міжнародний стандарт енергоефективності споживчих товарів.
Вперше був прийнятий в США, на основі державної програми, в 1992. Пізніше до програми приєдналися Австралія, Канада, Японія, Нова Зеландія, Тайвань і Європейський союз.
Йдеться про те, що пристрої, які мають логотип Energy Star, мають середнє енергоспоживання на 20-30 % менше своїх аналогів рівній функціональності. Однак вимоги стандарту в ряді випадків визначені не суворо, результатом цього стало прийняття нової лінійки стандартів TCO.

## Історія
Програма Energy Star була створена в 1992 році Агентством з охорони навколишнього середовища США (Управління з охорони довкілля США, EPA (АООС)) в спробі скоротити споживання енергії та викиду парникових газів від електростанцій. Програма була розроблена Джоном С. Хоффманом, який є творцем програми зі збереження природи в АООС, і підтримується Кеті Зої й Браяном Джонсоном. Програма була створена з метою стати частиною ряду добровільних програм, таких як Green Lights і Methane Programs, що сприяють скороченню викидів парникових газів та зменшення швидкості розвитку глобального потепління.
Спочатку компанія існувала як добровільна сертифікація, спрямована на виявлення та заохочення енергоефективної продукції, Energy Star так само став позначати своїми наклейками комп'ютерну продукцію (монітори та ін.).
В 1995 рік програма була значно розширена, створивши наклейки для систем опалення і охолодження житлових (нових) будинків.
У 2006 році більш ніж 40 тис. продуктів, сертифікованих Energy Star, були доступні в широкому продажі, включаючи велику техніку, офісне обладнання, освітлення, побутову техніку та багато іншого. Крім того, наклейку Energy Star можна було також знайти на нових будинках (було сертифіковано близько 12 % нового житла в США), торгових і промислових будівлях.
Програма Energy Star сприяла поширенню світлодіодних світлофорів, економічного флуоресцентного освітлення, а також економного в енергоспоживанні офісного обладнання.
EPA розрахувала, що тільки у 2006 році вона заощадила близько 14 млрд дол. в енергетичних витратах.
У 2008 році АООС анонсувало програму Green Power Partnership, яка була розроблена з метою сприяння та заохочення досягнень у використанні поновлюваних джерел енергії.

## Критика
17 грудня 2008 року Управління генерального інспектора АООС опублікувало свою доповідь за програмою Energy Star. Перевірка Генерального інспектора виявила, що заяви з приводу скорочення викидів парникових газів були неточні й засновані на помилкових даних. Крім того, виявилося, що дані про економії енергії за допомогою програми Energy Star були ненадійні, і що багато розхвалені вигоди не можуть бути перевірені: «Недоліки включають відсутність якісного аналізу зібраних даних; покладаються на оцінки, прогнози та неперевірених третє відзвітувалися учасників», був зроблений висновок в доповіді.